# Sally Wister
Sarah (Sally) Wister (* 20. Juli 1761 in Philadelphia, Province of Pennsylvania, British America; † 21. April 1804 in Germantown, Philadelphia, Pennsylvania) war eine britische Tagebuchschreiberin während der Amerikanischen Revolution. Sie ist als Autorin von Sally Wister’s Journal bekannt, ihrem Tagebuch, das sie im Alter von 16 Jahren schrieb und das ein Bericht aus erster Hand über das Leben auf dem Lande während der britischen Besetzung von Philadelphia 1777–78 ist.

## Leben

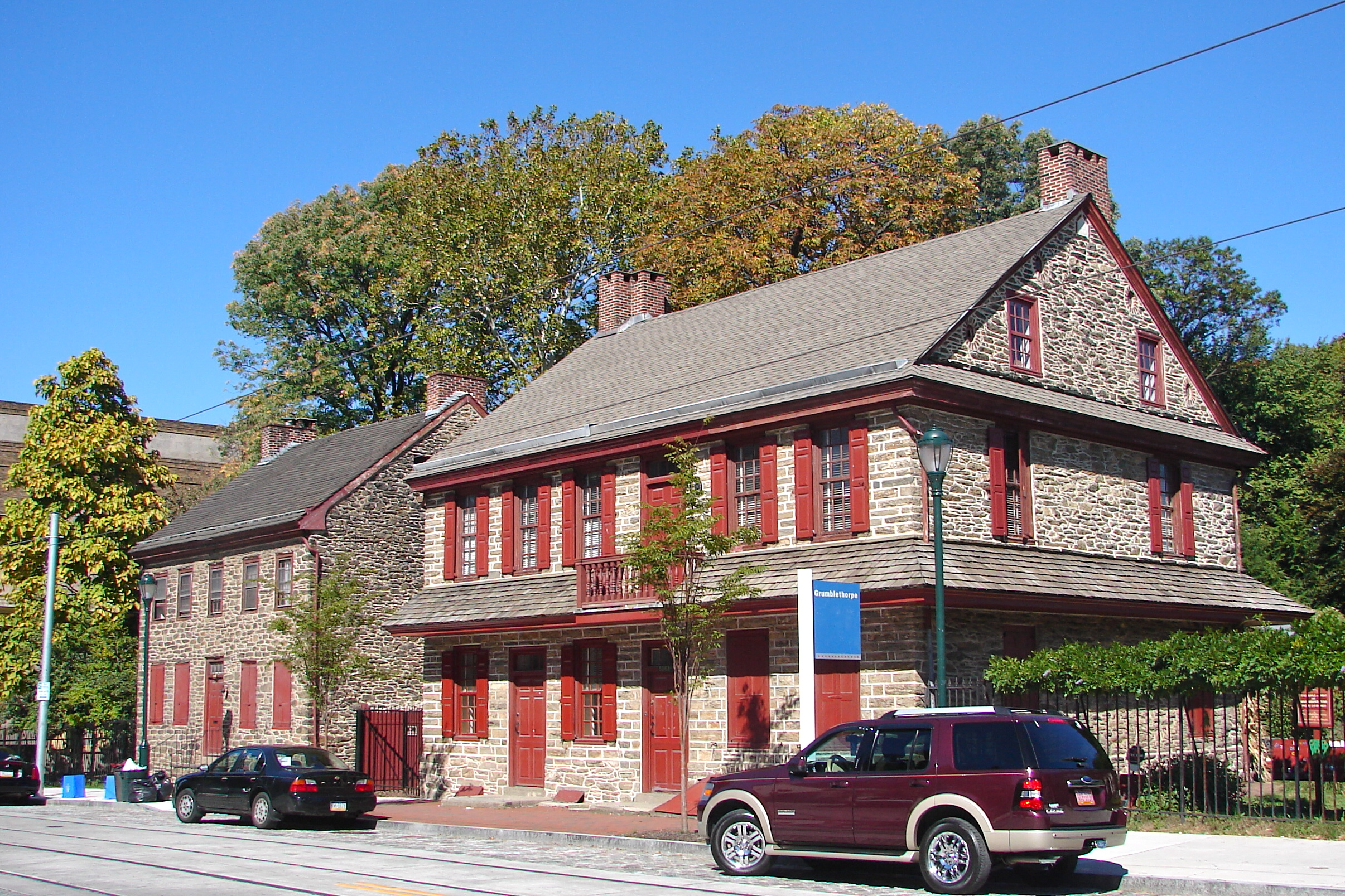
Grumblethorpe, das Haus der Familie Wister in Germantown

Sarah (Sally) Wister wurde 1761 im Haus ihres Großvaters väterlicherseits in Philadelphia geboren. Sie war das erste Kind von Daniel Wister (1738/9–1805) und Lowery Jones († 1804) aus Philadelphia.S. 9–11, 18 Ihr Großvater war John Wister, Sohn von Hans Caspar Wüster (1671–1726) und jüngerer Bruder von Caspar Wistar dem Älteren, der 1727 aus Baden ausgewandert war, um sich seinem Bruder in Philadelphia anzuschließen. John Wister nahm den Glauben der Quäker an und wurde ein erfolgreicher Weinhändler und Landbesitzer; er baute 1744 das heute als Grumblethorpe bekannte Haus in Germantown als Sommerresidenz. Seine zweite Frau war Anna Catherine Rubenkam aus Wanfried. Sarah Wisters Vater Daniel war ihr einziger Sohn. Ihre Mutter, Lowery Jones, war die Tochter von Susanna Evans und Owen Jones (Sr.) aus Wynnewood, Lower Merion.
Über Wisters frühes Leben ist nicht viel bekannt. Die Familie war wohlhabend und sie besuchte eine Mädchenschule, die von dem Quäker-Philanthropen Anthony Benezet geleitet wurde.S. 13 Aus ihren Schriften geht hervor, dass sie Französisch und Latein beherrschte und eindeutig mit der Literatur ihrer Zeit vertraut war, insbesondere mit der Poesie und vor allem mit Alexander Pope.S. 13 f. Auf der Benezet-Schule lernte Wister die spätere Historikerin und Memoirenschreiberin Deborah Norris kennen.S. 14 Sie hatte mit Polly Fishbourne, Sarah Jones, Anna Rawle, Peggy Rawle und Sally Burge einen Kreis von Freundinnen, die während der Sommermonate zahlreiche Briefe austauschten.S. 15 f.
Im Jahr 1776, während des Amerikanischen Revolutionskriegs, besetzte die britische Armee New York und einen Großteil von New Jersey. Im Jahr 1777 rückte die Armee vor, um Philadelphia, die Hauptstadt und wichtigste Stadt der Dreizehn Kolonien, einzunehmen. Da die Stadt bedroht war, flohen viele Philadelphianer. Die siebenköpfige Familie von Daniel Wister floh nach North Wales, Pennsylvania (Gwynedd Township), in das Haus von Hannah Foulke,S. 17 f. einer Witwe, deren Sohn eine Schwester von Lowery WisterS. 21 geheiratet hatte und die Sarah Wister als "Tante Hanna[h]" kannte (12. Dezember 1777). Das Haupthaus lag einige hundert Meter östlich des Wissahickon Creek, wo heute die Penllyn station der Southeastern Pennsylvania Transportation Authority steht; die Mühle der Foulkes stand in der Nähe.S. 19 f. Die Wisters kamen wahrscheinlich gegen Ende 1776 an; Anfang 1777 waren sie mit Sicherheit schon.S. 18 Sally stand zu dem Zeitpunkt mit Deborah Norris und einigen anderen weiter in Briefkontakt.S. 6
Zwei Wochen nach der Schlacht von Brandywine, am 25. September 1777, als der Fall von Philadelphia (und die Unterbrechung des Postverkehrs) unmittelbar bevorstand, begann die damals sechzehnjährige Sally Wister, „eine Art Tagebuch über die Zeit, die vergehen könnte“, zu führen, und zwar in Form von Briefen an Deborah Norris, da sie keine Briefe mehr erhalten würde. Sie hoffte, dass die Briefe ihrer Freundin "in einiger Zeit Freude" bereiten würden (25. September 1777). Wie sich herausstellte, hat Norris die an sie geschriebenen Briefe erst viele Jahre nach Sally Wisters Tod zu Gesicht bekommen.S. 7
Die Aufzeichnungen verwenden Zahlen für die Wochentage (Sonntag ist „Erster Tag“ usw.) und zeigen die Gedanken, Hoffnungen und Ängste einer Sechzehnjährigen in Kriegszeiten. Das Tagebuch umfasst neun Monate, eine Zeitspanne, die die Einnahme von Philadelphia, die Kapitulation von Burgoyne in Saratoga, das Lager in Valley Forge, die Conway Cabal und die letztendliche Evakuierung Philadelphias durch die Briten umfasst. Die Schlachten von Germantown, White Marsh und Barren Hill fanden relativ nahe an North Wales statt, aber die Wisters blieben in Sicherheit, auch wenn es Momente des Bangens gab. Am 7. Dezember notiert Wister Schüsse, und ihr nächster Tagebucheintrag beginnt mit „Rejoice with us, my dear. The British have return’d to the city. Charming news this.“ (8. Dezember 1777)
Die Bewohner der Foulke-Farm blieben zwar von den Kämpfen verschont, sahen aber viele Truppenbewegungen, und eine beträchtliche Anzahl von Offizieren der Kontinentalarmee war im Haus einquartiert oder besuchte diejenigen, die dort untergebracht waren. Zu den Besuchern gehörten General William Smallwood, Befehlshaber der Truppen in Maryland (der das Haus zu seinem Hauptquartier machte), Oberst James Wood aus Virginia und Major Aaron Ogden aus New Jersey. Alle drei wurden später Gouverneure ihrer Heimatstaaten.S. 9
Wister und die anderen jungen Frauen flirten mit einigen der jüngeren Offiziere (12. Dezember 1777). Wister scheint sich in Major William Truman Stoddert zu verlieben, der „etwa neunzehn“ und ein Neffe von General Smallwood ist. Nach einigen Wochen erhalten die Soldaten den Befehl zum Abmarsch; Wister ist „very sorry“ und Stoddert „looks dull“ (11. November 1777). Stoddert kehrt einen Monat später mit einer Erkältung und Fieber zurück (6. Dezember 1777); er wird gesund gepflegt und reist wieder ab, kehrt aber bald zurück, „nicht erfreut über die Vorstellung, am Ufer des Schuylkill zu schlafen“. Er bleibt jedoch nicht lange, und als er abreist, bemerkt Sally: „Ich glaube, wir werden ihn monatelang, vielleicht sogar jahrelang nicht wiedersehen.“ (13. Dezember 1777) Eine Romanze zwischen den beiden wäre sowieso problematisch gewesen: Er war Anglikaner, Soldat und Angehöriger einer Sklavenhalterfamilie, während sie eine pazifistische Quäkerin war, Angehörige einer Religionsgemeinschaft, die ihren Mitgliedern verbot, außerhalb des Glaubens zu heiraten oder Sklaven zu besitzen.
Zwischen diesen aufregenden Zeiten gab es immer wieder Abschnitte der Langeweile. Am 20. Dezember bemerkt Wister: „Ich werde meine Feder an den Nagel hängen, bis sich etwas anbietet, über das es sich zu berichten lohnt.“ Ihr nächster Eintrag erfolgt erst am 3. oder 4. Februar 1778. Der Winter vergeht ereignislos. Als er sich dem Ende zuneigt, besichtigt Sally mit einem Freund die Überreste eines nahe gelegenen Heerlagers, das sie als „ragged“ und „ruinous“ beschreibt (30. [sic!] Februar 1778). Sie überspringt die Monate März bis Mai, weil es „kaum Papier und kaum etwas an Neuigkeiten“ gibt (11. Mai 1778). Mit der fortschreitenden Jahreszeit kommen Gerüchte über eine bevorstehende Räumung von Philadelphia auf – und die unerwünschte Aufmerksamkeit eines anderen Offiziers. Am 19. Juni kommt die Nachricht, dass die Besatzungsarmee abgezogen ist; die Kontinentalarmee zieht hinterher, und Wister „denkt an nichts anderes, als nach Philadelphia zurückzukehren“ und schließt ihr Tagebuch ab (20. Juni 1778).
Wisters Tagebuch bietet seltene Einblicke in die Sensibilität einer heranwachsenden Frau des achtzehnten Jahrhunderts. Sie reagierte privat auf die politischen und sozialen Unruhen der Revolution. Kein Wort fällt über Schlachten oder Politik. Ihr Ton ist eher Witzig als ernst. Das Ergebnis ist ein Tagebuch mit einer eindeutig weiblichen Sicht auf die Nachwirkungen der Revolution.
Parallel führte Wister ein privates, nicht zur Veröffentlichung gedachtes Andachtsbuch. Es offenbart, dass abweichend von Veröffentlichungen anderer Quäker eine ernsthafte spirituelle Krise durchlebte, in der sie an ihren religiösen Überzeugungen zweifelte.
Im Juli 1778 kehrte die Familie Wister nach Philadelphia zurück.S. 34 Nach dem Tod von Sallys Großvater, John Wister, im Jahr 1789 zog die Familie in das Sommerhaus der Familie in Germantown ein. Sally Wister verbrachte dort den Rest ihres Lebens und starb am 21. April 1804. In ihrem späteren Leben war sie zurückgezogener und beschäftigte sich viel „mit religiösen Angelegenheiten“.S. 40 f.
Wister war auch eine begabte Dichterin. Sie unterzeichnete den Gepflogenheiten ihrer Zeit gemäß ihre Gedichte oft mit dem klassisch gewählten Pseudonym Laura. Wisters Verse sind eher privat; manche aber auch an bestimmte Adressaten gerichtet, darunter auch an Benjamin Rush, ihren Arzt und Freund.
Soweit bekannt ist, sah sie Major Stoddert nie wieder, obwohl er den Krieg überlebte,S. 30 f.,36–38 und sie starb unverheiratet. Benjamin Rush vermerkte ihren Tod in der Philadelphia Gazette und lobte ihre „Klugheit, Tugend, Frömmigkeit und herausragenden Fähigkeiten“.S. 41
Die Briefe, aus denen das Tagebuch besteht, insgesamt 48 Seiten, blieben bis etwa 1830 im Haus der Wisters. Zu dieser Zeit lieh ihr Bruder Charles Wister sie Deborah Norris.S. 7 Das Tagebuch als Ganzes wurde erst 1902 veröffentlicht, obwohl Auszüge schon früher oder in begrenzter Auflage veröffentlicht wurden.S. 13–5 Das Buch erhielt positive Kritiken, wobei die New York Times die „erschöpfenden biographischen Notizen“ lobte, die zusammen mit dem Buch veröffentlicht wurden. In der Besprechung im Athenaeum hieß es: „There is a charmingly light touch about the journal which makes us regret that Sally never took to novel-writing; she might have been an American Miss Burney.“ 1987 erfolgte eine Neuausgabe durch Kathryn Zabelle Derounian.
Das Original, das Andachtstagebuch, dreizehn Gedichte und die Korrespondenz sind im Archiv der Historical Society of Pennsylvania.